# Huurwoning

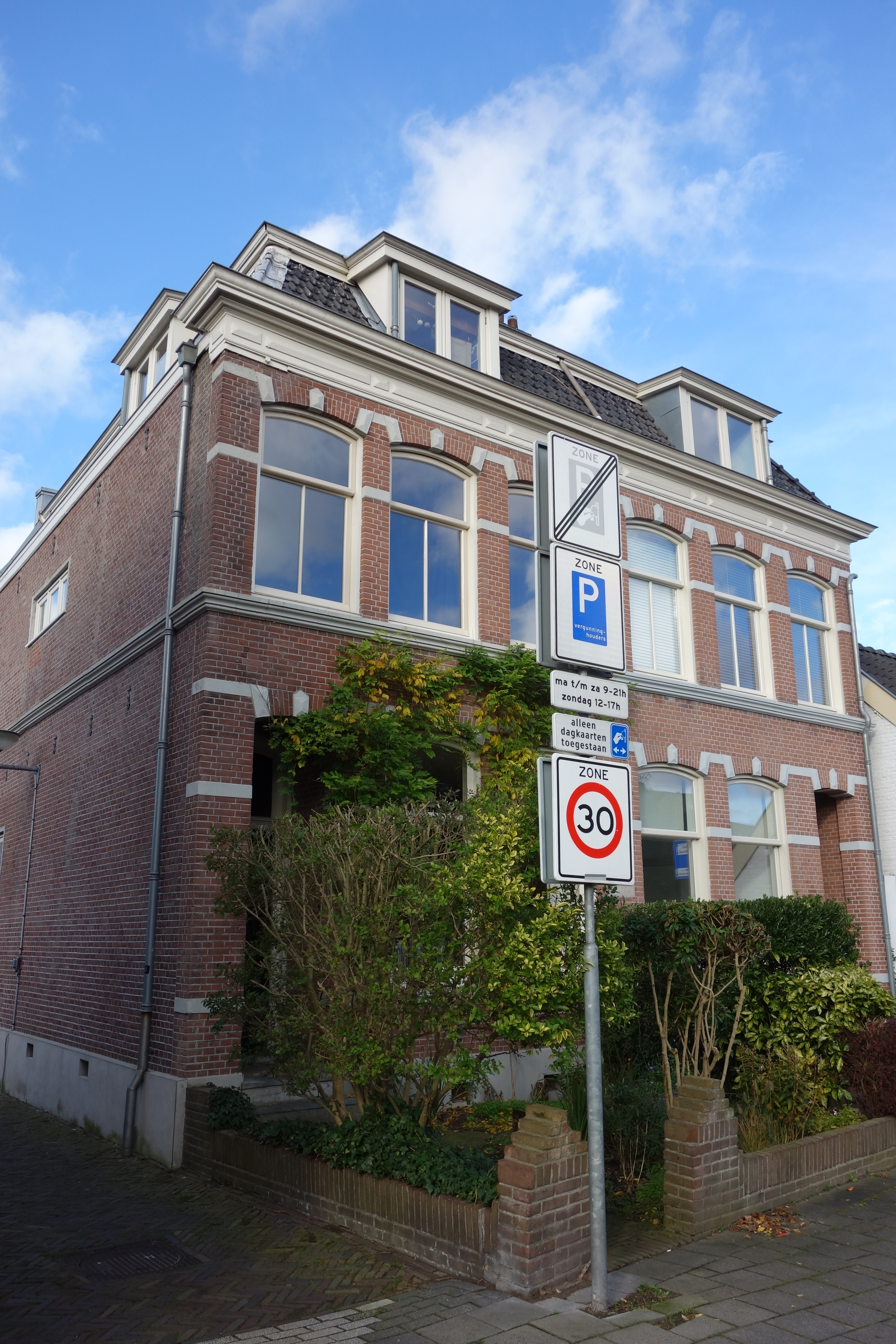
Twee huurhuizen in Alkmaar. Panden zijn sinds de bouw in 1890 in eigendom bij hetzelfde bedrijf.

Een huurwoning is een woning die de bewoner huurt van de eigenaar, veelal een woningcorporatie of een particulier.
Er wordt een huurovereenkomst of -contract aangegaan waaraan beide partijen zich moeten houden. Wanneer men van woning wil veranderen geldt in Nederland vaak een opzegtermijn van één of twee maanden. In Vlaanderen stelt men meestal een huurcontract op voor één of drie jaar, dat stilzwijgend met eenzelfde termijn verlengd wordt als het drie maanden voor het einde van het contract niet wordt opgezegd.

De regel is dat de huurder het binnenonderhoud verzorgt, de eigenaar het buitenonderhoud.
In tegenstelling tot een koopwoning mag aan een huurwoning veelal constructief niets veranderd worden. Wanneer dit zonder toestemming van de eigenaar wel gebeurt, moet de woning worden teruggebracht in de toestand zoals die was bij de ingang van het huurcontract.
Groepen huurders kunnen zogenaamde bewonerscommissies vormen die proberen inspraak te krijgen bij de woningcorporaties over veiligheid, comfort en de huurprijs.
Het aandeel huurwoningen ligt in steden veel hoger dan op het platteland. Dat scheelt gemiddeld zo'n 19 procent.
Er waren in 2013 in Nederland 375 woningcorporaties, die in totaal zo'n 2.422.500 woningen beheren.
Er waren in 2010 ruim drie keer zo veel sociale als particuliere huurwoningen in Nederland. Sindsdien is de voorraad sociale woningen met ruim 10% afgenomen.

## Regulering in Nederland
Woningen met bij de aanvang van de huur een kale huur boven de toenmalige liberalisatiegrens (in 2024 €879,66 per maand) behoren tot de "vrije sector". Hierbij heeft een verhuurder meer vrijheid bij het bepalen van de huurprijs en de huurverhoging. De huurprijs verschilt sterk per locatie. De gemiddelde huurprijs in Nederland is €13,57 per vierkante meter. Een verhuurder mag bij deze woningen dus vragen wat hij wil, een huurder kan wel binnen een half jaar na het aangaan van een huurcontract aan de Huurcommissie vragen om de woning te beoordelen. De Huurcommissie kijkt dan of de verhuurder terecht een geliberaliseerde huur vraagt.
Onder deze grens spreekt men van de gereguleerde huursector. Hierin mag de huur niet hoger zijn dan overeenkomt met de kwaliteit van de woning: het woningwaarderingsstelsel (puntensysteem). Bovendien geldt er jaarlijks een maximaal huurverhogingspercentage. De woningcorporaties vormen verreweg het grootste deel van de gereguleerde huursector. Hun gereguleerde huurwoningen heten sociale huurwoningen.
De term scheefwonen wordt wel gebruikt voor het huren van een woning met een huurprijs die relatief laag is in verhouding tot het inkomen. Voor alle huurwoningen in de gereguleerde huursector is er de mogelijkheid van een jaarlijkse extra huurverhoging op grond van inkomen, zolang de huur niet hoger wordt dan overeenkomt met de kwaliteit en schaarste van de woning. Daarnaast is er voor woningcorporaties de regel dat ten minste 90% van de in gereguleerde huursector vrijkomende woningen moet worden toegewezen aan huishoudens met een inkomen onder de inkomensgrens staatssteunregeling woningcorporaties (2012: €34.085; 2013: €34.229; 2014: € 34.678).
Daar wordt tegen ingebracht dat in grote delen van het land de reële benedengrens in de vrije huursector veel hoger ligt dan de liberalisatiegrens, waardoor de doorstroming van sociale huur naar vrije huur niet zal plaatsvinden.

### Verhuurderheffing
De verhuurderheffing was een belasting op sociale woningverhuur, die geheven werd van 2013 tot 2023. De heffing was oorspronkelijk ontworpen als tijdelijke belasting voor alle vastgoedbezitters om de schatkist opnieuw te vullen na de redding van ABN-AMRO, Fortis en SNS REAAL, maar werd vervolgens omgevormd tot een permanente belasting die alleen voor sociale verhuur gold, in lijn met een beleidsvisie waarin marktwerking als ideaal geldt en sociale huur als niet marktconform.
De Wet van 3 juli 2013, houdende invoering van een verhuurderheffing (Wet verhuurderheffing) bepaalde dat de verhuurder van elf of meer woningen met een huurprijs beneden de liberalisatiegrens per jaar een heffing betaalde van een percentage van het belastbare bedrag. Het belastbare bedrag was de som van de WOZ-waarden van de huurwoningen, verminderd met 10× de gemiddelde WOZ-waarde van die huurwoningen, of anders berekend: het aantal woningen verminderd met 10, maal de gemiddelde WOZ-waarde van de woningen.
De oorspronkelijke wet gold alleen voor het jaar 2013, en is ingegaan met terugwerkende kracht tot 1 januari 2013. Het tarief is 0,014% (dit is na een verhoging bij nota van wijziging, eerst werd voorgesteld 0,0014%). Eerst regelde het wetsvoorstel ook een veel hogere heffing voor latere jaren, maar naar aanleiding van de behandeling in de Eerste Kamer werd ook de Wijziging van de Wet verhuurderheffing (ook aangeduid als novelle Wet verhuurderheffing) aangenomen, die het voorstel beperkte tot 2013.
De Tweede Kamer nam vervolgens de Wet maatregelen woningmarkt 2014 aan. Deze bevatte een technische wijziging van de Wet vergoedingen leden Eerste Kamer. Omdat het debat in de Eerste Kamer zou kunnen worden bezwaard met een discussie over de vraag of daarom een tweederdemeerderheid noodzakelijk is voor aanneming van het wetsvoorstel, werd dit onderdeel uit de wet verwijderd. Dit onderdeel werd vervolgens als Wet maatregelen woningmarkt 2014 II opnieuw ingediend en aangenomen door zowel de Tweede Kamer als de Eerste Kamer. Dit resulteerde in de Wet van 18 december 2013 tot invoering van een verhuurderheffing over 2014 en volgende jaren alsmede wijziging van enige wetten met betrekking tot de nadere herziening van de fiscale behandeling van de eigen woning (Wet maatregelen woningmarkt 2014 II). In 2016 betaalden woningcorporaties ongeveer 700 euro heffing per woning per jaar, wat de Nederlandse overheid jaarlijks ongeveer 1,7 miljard euro opleverde. Samen met een wijziging in het puntensysteem (2015) en een aantal andere factoren leidde de heffing tot een stijging van de gemiddelde sociale huur met 480 euro per jaar, ondanks een dalend reëel inkomen van de huurders en dalende grondprijzen. Per 2023 werd deze heffing na lange discussies weer afgeschaft.

## Regulering in België
De federale huurwet van 1991 blijft geldig voor huurcontracten, afgesloten tot 2018, en voor eventueel ontbrekende bepalingen elders. Ingevolge de zesde staatshervorming van 2011 is de woningverhuur sinds 1 juli 2014 niet langer een bevoegdheid van de Federale Overheidsdienst Justitie. Voor huurcontracten afgesloten na 1 januari 2019 is de gewestelijke regulering van toepassing: het Vlaams woninghuurdecreet, het Waals huurdecreet of de Brusselse huisvestingscode.

### Indexering
De huurprijs kan eenmaal per jaar aangepast worden via indexering, volgens de fomule:
(Basishuurprijs x nieuw indexcijfer) / {aanvangsindexcijfer}
Als indexcijfer wordt de gezondheidsindex gebruikt.